# 藝術和設計博物館
藝術和設計博物館（Museum of Arts and Design，MAD）是位於美國紐約市曼哈頓的一座博物館。這座博物館收藏展示各類古今有關藝術、設計的藏品。

## 历史
藝術和設計博物館創立於1956年，最初名為現代工藝博物館。藝術和設計博物館是世界第一家設立嗅覺藝術部門的博物館，展示香水等展品。

## 外部連結
- Museum website （页面存档备份，存于）